# Valpelline (völgy)
A Valpelline (francia IPA: [valpəlin]) az Aosta-völgy mellékvölgye. Névadója a völgy egyik települése: Valpelline.

## Földrajza
A Valpelline a Gran San Bernardo-völgyből ágazik el Gignod-nál, és felkapaszkodik Colle Collonig, amely elválasztja a Wallis kantontól. A Grand Combin-hegy lábánál található, még akkor is, ha az utóbbi csúcsa teljesen Svájcban van, mert a határvonal a hegytől délre halad.

### Fő hegyek
- Dent d'Herens (4171 m)
- Punta Margherita (3905 m)

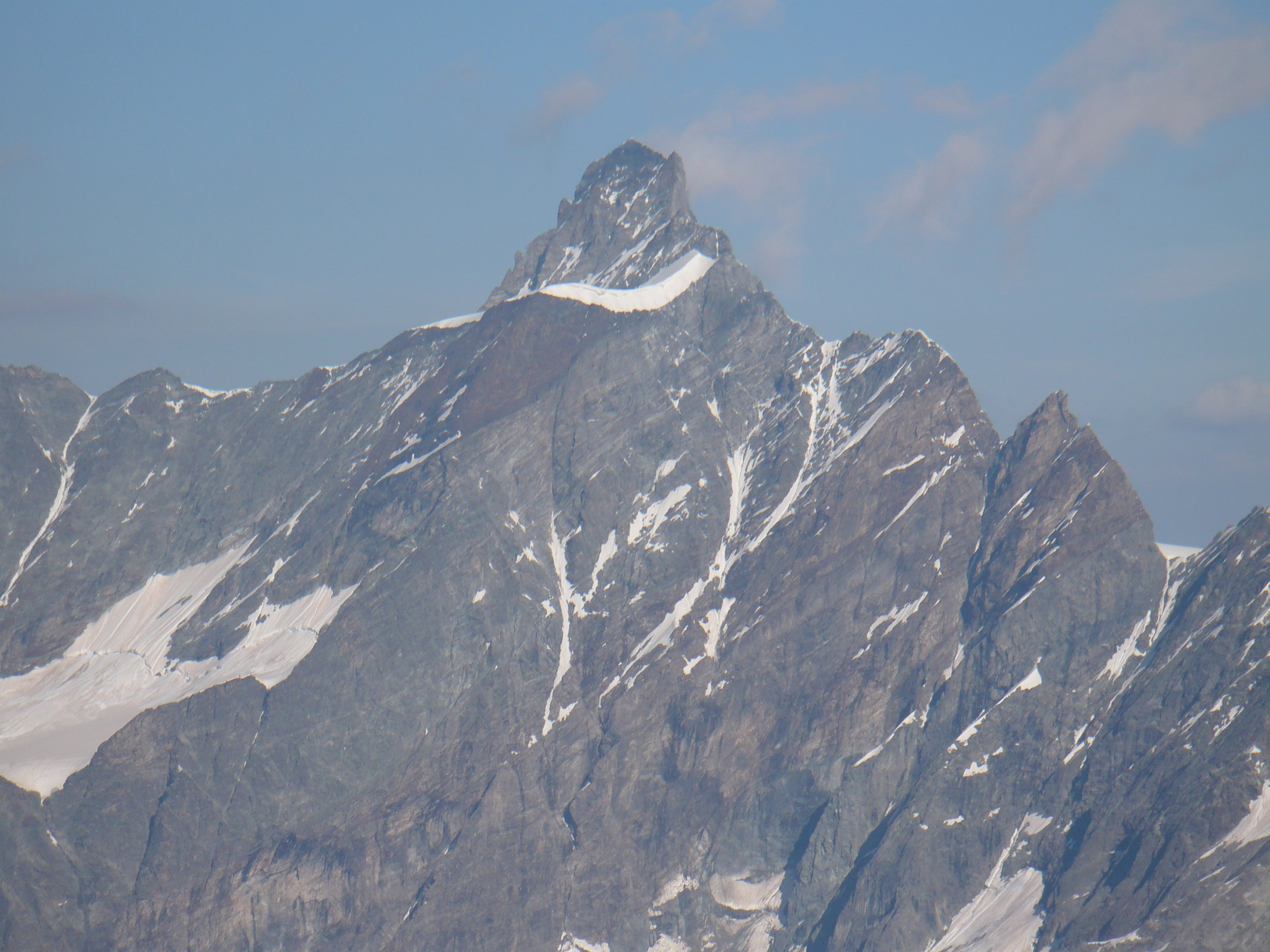
Dent d'Herens

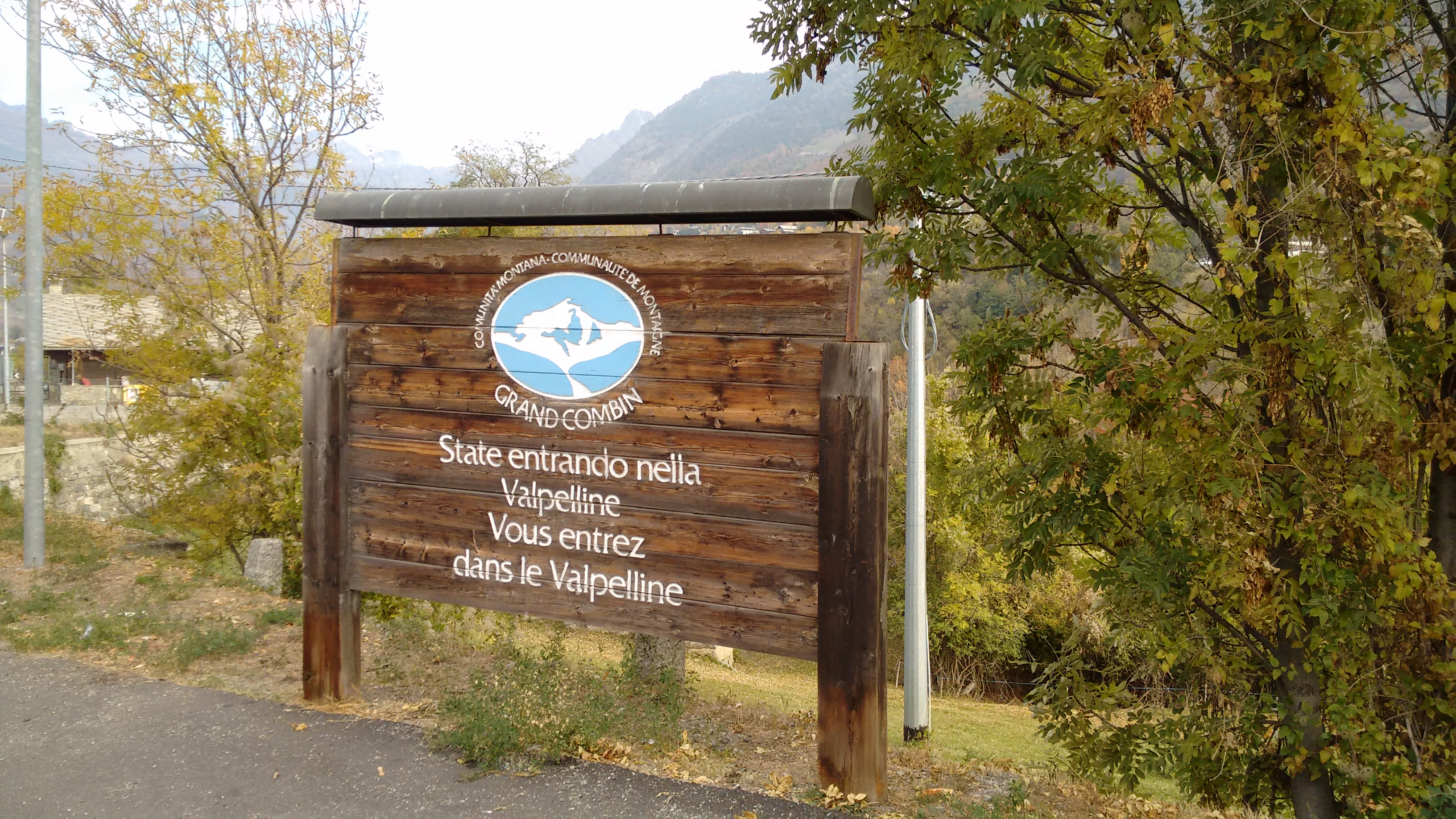
Tábla Valpelline bejáratánál, Chez-Roncoznál (Gignod)

- Dents des Bouquetins (3838 m)
- Tête de Valpelline (3802 m)
- Tête Blanche (3724 m)
- Monte Vélan (3708 m)
- Gran Becca Blanchen (3680 m)
- Grande Tête de By (3587 m)
- Aouille Tseuque (3554 m)
- Monte Brulé (3538 m)
- Becca Rayette (3529 m)
- Monte Gelé (3519 m)
- Becca di Luseney (3504 m)
- Punta Kurz (3496 m)
- Château des Dames (3488 m)
- Punta di Fontanella(3384 m)
- Becca di Chardoney(3447 m)
- Punta Cian (3320 m).

### Folyók
Valpellinét átszeli a Buthier folyócska (más néven Valpelline). A Tsa de Tsan gleccserből és a Grandes Murailles gleccserből származik. Ez alkotja a Place-Moulin-tavat mesterséges akadályként; a völgy teljes hosszában fut és a Dora Balteába ömlik.

### Tavak
- Place-Moulin-tó (1950 m)

### Alpesi hágók

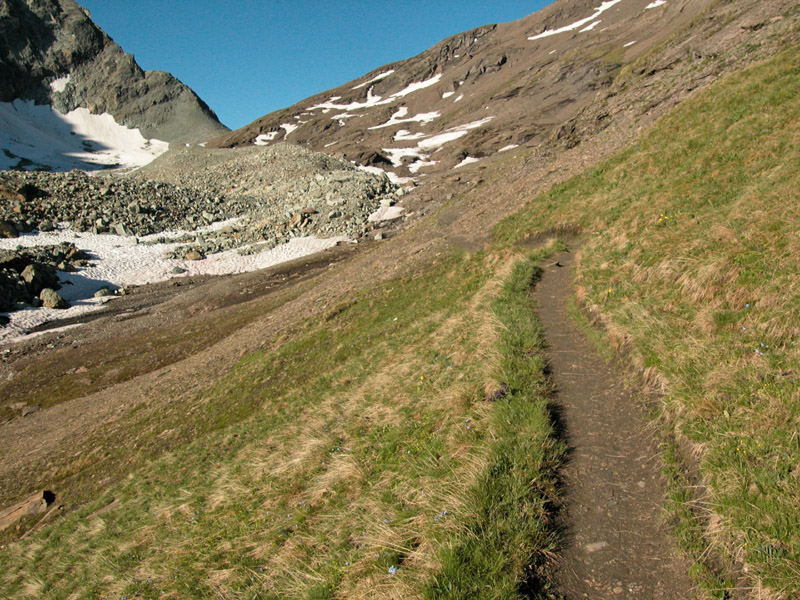
A Fenêtre de Durandhoz vezető ösvény svájci oldalról

A völgynek nincs könnyű összeköttetése a szomszédos völgyekkel. A völgy fő hágói a következők:
- Colle di Valpelline – 3562 m – a Mattertal felé
- Col d'Oren – 3242 m – a Bagnes-völgy felé
- Colle Collon – 3130 m – a Val d'Herens felé
- Colle di Valcornera – 3066 m – Valtournenche felé
- Colle di Crête Sèche – 2888 m – a Bagnes-völgy felé
- Vessona domb – 2794 m – Saint-Barthélemy Vallone felé
- Fenêtre de Durand – 2786 m – a Bagnes-völgy felé
- Col de Champillon – 2708 m – Saint-Barthélemy Vallone felé

## Éghajlata
A Valpellinét helyben Coumba fréda (patoiszul), vagy Combe froide (franciául), azaz „hideg völgy” néven ismerik, különösen zord éghajlata miatt.

## Története

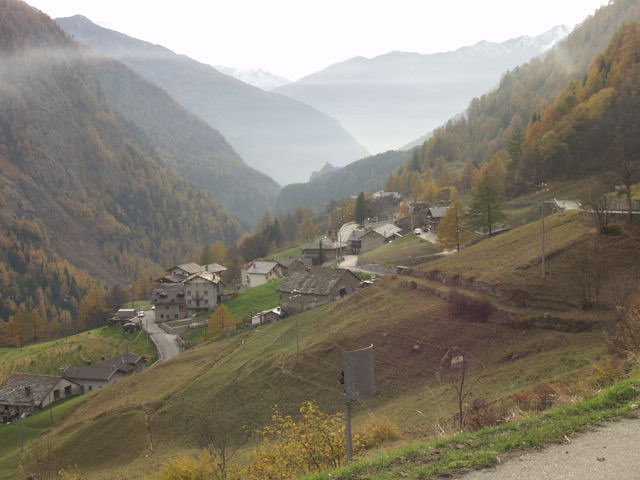
Panoráma a Bionaz-völgyre

A völgy a csere és a konfrontáció helyszíne volt a szomszédos Wallis kantonnal. A középkorban a völgy Quart uraihoz tartozott, akik a helyi La Tour-de-Valpelline (más néven La-Tour-des-Prés) nemeseknek tartoztak. A Quart család kihalása (1377) után Valpelline a Savoyai-ház uralma alá került. 1612-ben a piemonti nemesek Perrone di San Martino családjához rendelték, akik az ollomonti bánya kitermelésével foglalkoztak. A völgy az évszázadok során mindig nehezen megközelíthető volt. Bionazt csak 1953-ban érték el közúton.

## Lakott központok

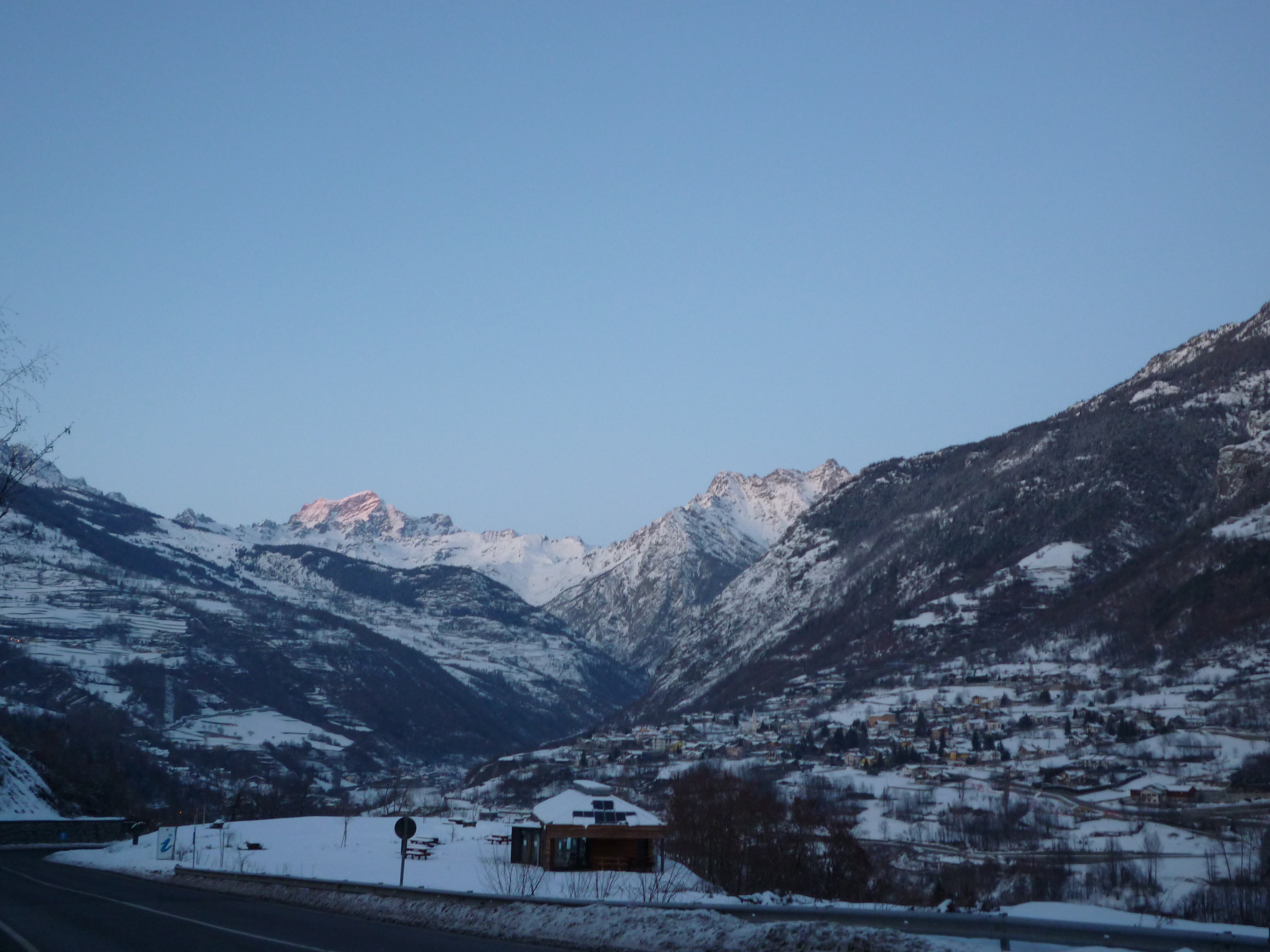
A felső Valpelline Gignod-ból nézve. A háttérben a Grand Combin

- Bionaz
- Doues
- Oyace
- Ollomont
- Roisan
- Valpelline

## Látnivalók

### Szent Pantaleon-plébánia
A Szent Pantaleon-plébánia az egyik legrégebbi a Gran San Bernardo-völgyben. 1176-ban említik először, és Bionaz, Oyace és Ollomont közösségei a plébánia részét képezték. A jelenlegi templom 1722-ben épült. Három fontos mellékoltára van; az egyiket Vignettes: Madonna delle nevi tiszteletére szentelték (1755), a másodikat Semon: Szent Rókusnak (1640), a harmadikat pedig Thoulesi Szent Barbarának (1663).

## Idegenforgalom

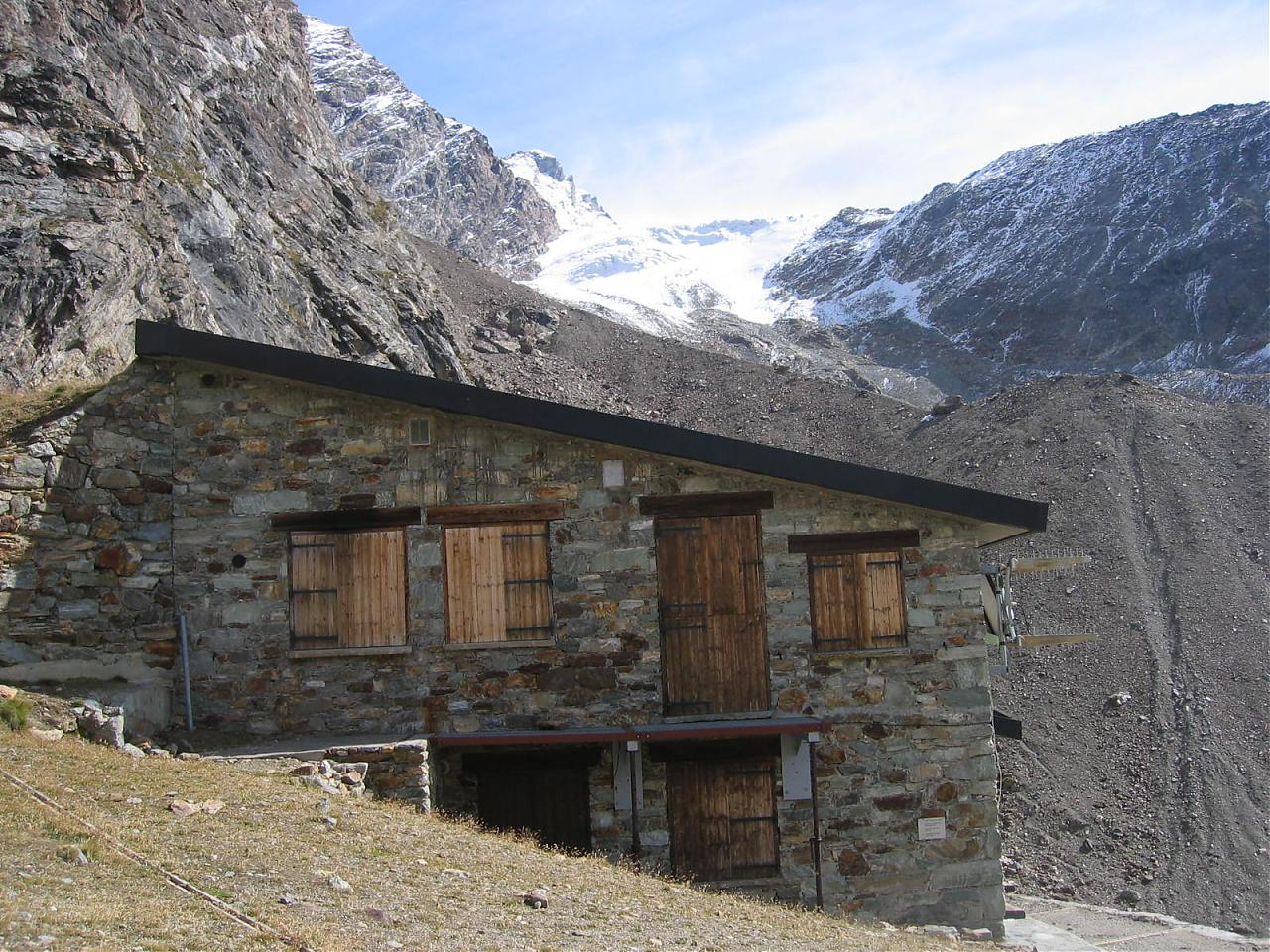
Az aostai menedékház

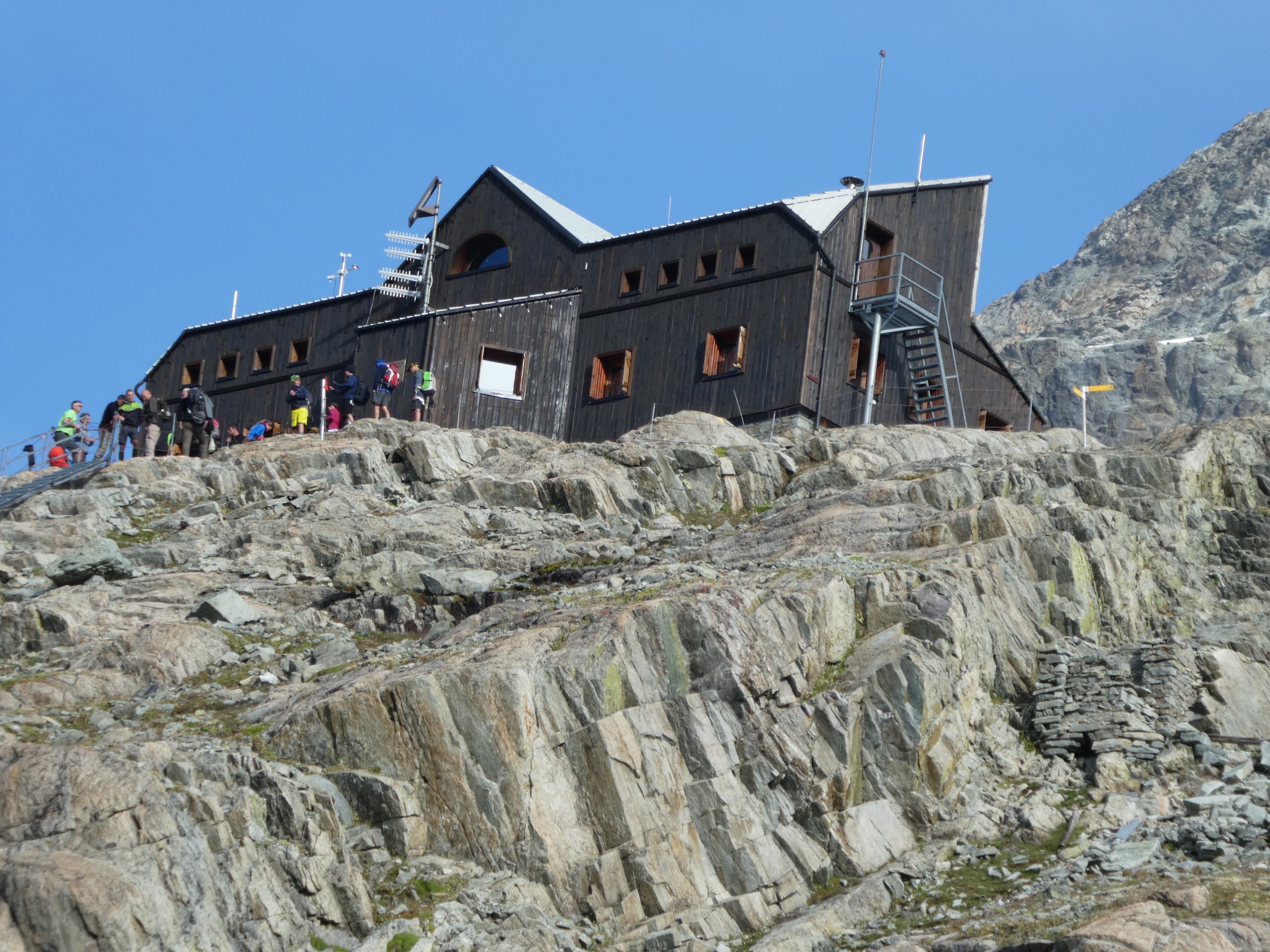
Nacamuli menedékház Collonban

A völgy hegyeibe való feljutás és a nagy magasságban való túrázás megkönnyítése végett a völgyet alpesi menedékházakkal és bivakkal látták el:
- Franco Chiarella all'Amianthé menedékház – 2979 m
- Nacamuli menedékház Collonnál – 2818 m
- Aosta menedékház – 2781 m
- Letey Champillon menedékház - 2425 m
- Crête Sèche menedékház – 2398 m
- Prarayer-menedékhàz – 2005 m
- Bivacco Perelli Cippo – 3831 m
- Bivacco Biagio Musso – 3664 m
- Bivacco Paoluccio – 3572 m
- Bivacck Tête des Roéses – 3200 m
- Bivacco della Sassa – 2979 m
- Bivacco Rosazza al Savoie – 2650 m
- Bivacco Franco Spataro – 2600 m
- Bivacco Regondi Gavazzi – 2580 m
- Bivacco La Lliée – 2422 m

## Egyesületek
Étroubles-ban található a Compagnie des guides du Valpelline, a Grand Combin Aosta-völgy medencéjének hegyi vezetői társasága.

## Fordítás
- Ez a szócikk részben vagy egészben  a   Valpelline (valle) című olasz Wikipédia-szócikk ezen változatának fordításán alapul.  Az eredeti cikk szerkesztőit annak laptörténete sorolja fel. Ez a jelzés csupán a megfogalmazás eredetét és a szerzői jogokat jelzi, nem szolgál a cikkben szereplő információk forrásmegjelöléseként.